# Generali Ladies Linz
A Generali Ladies Linz (Linz Open) minden év októberében megrendezett tenisztorna nők számára Linzben.
A verseny 2020-ig International kategóriájú volt, 2021–2023 között WTA250 kategóriájú volt, majd 2024-től a WTA500-as tornák közé került. Összdíjazása 922 573 dollár. Az egyéni főtáblán harminckét játékos szerepel.
A mérkőzéseket fedett, kemény borítású pályákon játsszák, 1987 óta. A torna az első években az ITF-versenyek közé tartozott, 1991-től része a WTA Tournak. 2019-ben itt szerezte első WTA-tornagyőzelmét Cori Gauff.

## Döntők
| ITF |
| WTA |

### Egyéni
| Év    | Győztes                     | Ellenfél a döntőben        | Eredmény a döntőben |
| ----- | --------------------------- | -------------------------- | ------------------- |
| 1987  | Barbara Paulus              | Denisa Krajčovičová        | 6–2, 6–2            |
| 1988  | Eva Švíglerová              | Marion Maruska             | 6–3, 6–1            |
| 19901 | Marion Maruska              | Karin Kschwendt            | 3–6, 6–1, 6–4       |
| 19902 | Monika Kratochvílová        | Katharina Bueche           | 7–5, 6–3            |
| 1991  | Manuela Maleeva-Fragnière   | Petra Langrová             | 6–4, 7–6(1)         |
| 1992  | Natalia Medvegyeva          | Pascale Paradis-Mangon     | 6–4, 6–2            |
| 1993  | Manuela Maleeva-Fragnière   | Conchita Martínez          | 6–2, 1–0, feladta   |
| 1994  | Sabine Appelmans            | Meike Babel                | 6–1, 4–6, 7–6(3)    |
| 1995  | Jana Novotná                | Barbara Rittner            | 6–7(6), 6–3, 6–4    |
| 1996  | Sabine Appelmans            | Julie Halard               | 6–2, 6–4            |
| 1997  | Chanda Rubin                | Karina Habšudová           | 6–4, 6–2            |
| 1998  | Jana Novotná                | Dominique Monami van Roost | 6–1, 7–6(2)         |
| 1999  | Mary Pierce                 | Sandrine Testud            | 7–6(2), 6–1         |
| 2000  | Lindsay Davenport           | Venus Williams             | 6–4, 3–6, 6–2       |
| 2001  | Lindsay Davenport           | Jelena Dokić               | 6–4, 6–1            |
| 2002  | Justine Henin               | Alexandra Stevenson        | 6–3, 6–0            |
| 2003  | Szugijama Ai                | Nagyja Petrova             | 7–5, 6–4            |
| 2004  | Amélie Mauresmo             | Jelena Bovina              | 6–2, 6–0            |
| 2005  | Nagyja Petrova              | Patty Schnyder             | 4–6, 6–3, 6–1       |
| 2006  | Marija Sarapova             | Nagyja Petrova             | 7–5, 6–2            |
| 2007  | Daniela Hantuchová          | Patty Schnyder             | 6–4, 6–2            |
| 2008  | Ana Ivanović                | Vera Zvonarjova            | 6–2, 6–1            |
| 2009  | Yanina Wickmayer            | Petra Kvitová              | 6–3, 6–4            |
| 2010  | Ana Ivanović                | Patty Schnyder             | 6–1, 6–2            |
| 2011  | Petra Kvitová               | Dominika Cibulková         | 6–4, 6–1            |
| 2012  | Viktorija Azaranka          | Julia Görges               | 6–3, 6–4            |
| 2013  | Angelique Kerber            | Ana Ivanović               | 6–4, 7–6(6)         |
| 2014  | Karolína Plíšková           | Camila Giorgi              | 6–7(4), 6–3, 7–6(4) |
| 2015  | Anasztaszija Pavljucsenkova | Anna-Lena Friedsam         | 6–4, 6–3            |
| 2016  | Dominika Cibulková          | Viktorija Golubic          | 6–3, 7–5            |
| 2017  | Barbora Strýcová            | Magdaléna Rybáriková       | 6–4, 6–1            |
| 2018  | Camila Giorgi               | Jekatyerina Alekszandrova  | 6–3, 6–1            |
| 2019  | Cori Gauff                  | Jeļena Ostapenko           | 6–3, 1–6, 6–2       |
| 2020  | Arina Szabalenka            | Elise Mertens              | 7–5, 6–2            |
| 2021  | Alison Riske                | Jaqueline Cristian         | 2–6, 6–2, 7–5       |
| 2022  | Nem rendezték meg           | Nem rendezték meg          | Nem rendezték meg   |
| 2023  | Anasztaszija Potapova       | Petra Martić               | 6–3, 6–1            |
| 2024  | Jeļena Ostapenko            | Jekatyerina Alekszandrova  | 6–2, 6–3            |
| 2025  | Jekatyerina Alekszandrova   | Dajana Jasztremszka        | 6–2, 3–6, 7–5       |

### Páros
| Év    | Győztesek                                  | Ellenfelek a döntőben                    | Eredmény a döntőben |
| ----- | ------------------------------------------ | ---------------------------------------- | ------------------- |
| 1987  | Petra Hentschl Eva Maria Schuerhoff        | Barbara Paulus Petra Ritter              | 6–4, 6–4            |
| 1988  | Marion Maruska Petra Ritter                | Cristina Casini Katarzyna Nowak          | 6–3, 6–4            |
| 19901 | Alexia Dechaume Pascale Paradis            | Hana Fukarková Denisa Krajčovičová       | 6–3, 6–2            |
| 19902 | Regina Chaldková Monika Kratochvílová      | Birgit Arming Doris Bauer                | 6–4, 6–4            |
| 1991  | Manuela Maleeva-Fragnière Raffaella Reggi  | Petra Langrová Radka Zrubáková           | 6–4, 1-6, 6-3       |
| 1992  | Monique Kiene Miriam Oremans               | Claudia Porwik Raffaella Reggi-Concato   | 6–4, 6-2            |
| 1993  | Eugenia Maniokova Leila Meski              | Conchita Martínez Judith Polzl Wiesner   | Visszaléptek        |
| 1994  | Eugenia Maniokova Leila Meski              | Åsa Carlsson Caroline Schneider          | 6–2, 6-2            |
| 1995  | Meredith McGrath Nathalie Tauziat          | Iva Majoli Petra Schwarz-Ritter          | 6–1, 6-2            |
| 1996  | Manon Bollegraf Meredith McGrath           | Rennae Stubbs Helena Suková              | 6–4, 6–4            |
| 1997  | Alexandra Fusai Nathalie Tauziat           | Eva Melicharová Helena Vildová           | 4–6, 6–3, 6–1       |
| 1998  | Alexandra Fusai Nathalie Tauziat           | Anna Kurnyikova Larisa Savchenko Neiland | 6–3, 3–6, 6–4       |
| 1999  | Irina Spîrlea Caroline Vis                 | Tina Križan Larisa Savchenko Neiland     | 6–4, 6–3            |
| 2000  | Amélie Mauresmo Chanda Rubin               | Szugijama Ai Nathalie Tauziat            | 6–4, 6–4            |
| 2001  | Jelena Dokić Nagyja Petrova                | Els Callens Chanda Rubin                 | 6–1, 6–4            |
| 2002  | Jelena Dokić Nagyja Petrova                | Fudzsivara Rika Szugijama Ai             | 6–3, 6–2            |
| 2003  | Liezel Horn Huber Szugijama Ai             | Marion Bartoli Silvia Farina Elia        | 6–1, 7–6(6)         |
| 2004  | Janette Husárová Jelena Lihovceva          | Nathalie Dechy Patty Schnyder            | 6–2, 7–5            |
| 2005  | Gisela Dulko Květa Hrdličková Peschke      | Conchita Martínez Virginia Ruano Pascual | 6–2, 6–3            |
| 2006  | Lisa Raymond Samantha Stosur               | Corina Morariu Katarina Srebotnik        | 6–3, 6–0            |
| 2007  | Cara Black Liezel Huber                    | Katarina Srebotnik Szugijama Ai          | 6–2, 3–6, [10–8]    |
| 2008  | Katarina Srebotnik Szugijama Ai            | Cara Black Liezel Huber                  | 6–4, 7–5            |
| 2009  | Anna-Lena Grönefeld Katarina Srebotnik     | Klaudia Jans Alicja Rosolska             | 6–1, 6–4            |
| 2010  | Renata Voráčová Barbora Záhlavová-Strýcová | Květa Peschke Katarina Srebotnik         | 7–5, 7–6(6)         |
| 2011  | Marina Eraković Jelena Vesznyina           | Julia Görges Anna-Lena Grönefeld         | 7–5, 6–1            |
| 2012  | Anna-Lena Grönefeld Květa Peschke          | Julia Görges Barbora Záhlavová-Strýcová  | 6–3, 6–4            |
| 2013  | Karolína Plíšková Kristýna Plíšková        | Gabriela Dabrowski Alicja Rosolska       | 7–6(6), 6–4         |
| 2014  | Raluca Olaru Ana Tatisvili                 | Annika Beck Caroline Garcia              | 6–2, 6–1            |
| 2015  | Raquel Kops-Jones Abigail Spears           | Andrea Hlaváčková Lucie Hradecká         | 6–3, 7–5            |
| 2016  | Kiki Bertens Johanna Larsson               | Anna-Lena Grönefeld Květa Peschke        | 4–6, 6–2 [10–7]     |
| 2017  | Kiki Bertens Johanna Larsson               | Natyela Dzalamidze Xenia Knoll           | 3–6, 6–3, [10–4]    |
| 2018  | Kirsten Flipkens Johanna Larsson           | Raquel Atawo Anna-Lena Grönefeld         | 4–6, 6–4, [10–5]    |
| 2019  | Barbora Krejčíková Kateřina Siniaková      | Barbara Haas Xenia Knoll                 | 6–4, 6–3            |
| 2020  | Arantxa Rus Tamara Zidanšek                | Lucie Hradecká Kateřina Siniaková        | 6–3, 6–4            |
| 2021  | Natyela Dzalamidze Kamilla Rahimova        | Vang Hszin-jü Cseng Szaj-szaj            | 6–4, 6–2            |
| 2022  | Nem rendezték meg                          | Nem rendezték meg                        | Nem rendezték meg   |
| 2023  | Natyela Dzalamidze Viktória Kužmová        | Anna-Lena Friedsam Nagyija Kicsenok      | 6–4, 6–2            |
| 2024  | Sara Errani Jasmine Paolini                | Nicole Melichar-Martinez Ellen Perez     | 7–5, 4–6, [10–7]    |
| 2025  | Babos Tímea Luista Stefani                 | Ljudmila Kicsenok Nagyija Kicsenok       | 3–6, 7–5, [10–4]    |